# Cyanopterus occidentalis
Cyanopterus occidentalis är en stekelart som först beskrevs av Szepligeti 1914.  Cyanopterus occidentalis ingår i släktet Cyanopterus och familjen bracksteklar. Inga underarter finns listade i Catalogue of Life.